# Firsårskrigen
Firsårskrigen eller det hollandske oprør varede fra 1568 til 1648 og var Nederlands frihedskamp mod Spanien.
Den startede med den spanske statholder, Hertugen af Albas, hårde forfølgelse af de nederlandske calvinister, og henrettelsen af de fremtrædende adelsmænd Egmont og Hoorn i Bryssel i det nuværende Belgien.
Fredsaftalen i Münster den 30. januar 1648 afsluttede krigen mod Spanien og markerede Nederlands endelige løsrivelse fra det Tysk-romerske rige.

## Baggrund
Nederlandene var kommet under den spanske trone i 1479, efter at Maximilian 1. (Tysk-romerske rige) arvede hertugdømmet Bourgogne. I 1556 kom Filip 2. af Spanien til magten, han var hovedsageligt interesseret i Spanien og nedprioriterede Nederlandene.
Samtidigt gik mange nederlændere over til calvinisme. Dette var Filip stærkt utilfreds med da han var katolik, og den 16. februar 1568 fik han også pavens ord for at alle nederlændere var kættere og skulle dræbes.
Den stærke økonomiske vækst i Nederlandene gjorde i 1500'tallet, at den spanske konge krævede høje skatter, blandt andet blev penge brugt til at finansiere slaget ved Lepanto. De høje skatter gjorde, at den nederlandske adel protesterede. Dette førte til uro i 1566-67, uroligheder, som først blev afsluttet, da spanierne gik med til at ændre deres skattepolitik.

## Oprørets begyndelse
I 1560-erne blev en spansk hær under ledelse af Hertugen af Alba sendt til Nederlandene for at kvæle det gryende oprør. Spaniens konge havde givet hertugen af Alba ledelsen over Nederlandene, som han styrede med brutal hånd. Modstanden mod Alba førte til, at Vilhelm I af Oranien, der var statholderen i Holland, Zeeland og Utrecht, i 1568 samlede en hær og prøvede at drive Alba ud af Nederlandene. I foråret 1568 kæmpede nederlænderne og spanierne i slaget ved Heiligerlee, et slag som endte med sejr til oprørerne.
I 1572 måtte Alba marchere sydover på grund af truslen om et fransk angreb. Dette gjorde, at en oprørsflåde kunne tage kontrollen over byen Vlissingen i Zeeland. Efter, at truslen fra Frankrig var ovre i efteråret, kunne Alba rykke nordover og igen tage kontrollen over størstedelen af Nederlandene, men en langvarig belejring af Haarlem fra december 1572 til juli 1573 gjorde, at Alba stod uden de nødvendige midler til at generobre Zeeland.
I 1575 blev der gennemført mislykkede fredssamtaler i Breda. Året efter gik den spanske konge konkurs, og misfornøjede spanske soldater plyndrede Antwerpen på grund af manglende lønudbetalinger. Samme år blev Don Juan de Austria udnævnt til ny spansk guvernør i Nederlandene. Udnævnelsen af Don Juan gjorde, at oprørerne samlede sig og undertegnede en aftale i Gent i november. Her aftalte de at lægge indbyrdes stridigheder til side og samle sig i kampen mod spanierne. 
Militært set gik det imidlertid ikke så godt for oprørerne i disse år. Den 80.000 mand stærke spanske hær under ledelse af Don Luis de Requeséns dominerede slagmarkerne. I 1574 blev Ludvig af Nassau dræbt, og hans hær ødelagt ved Mokerheide, og Don Juan vandt en stor sejr ved Gembloux i 1578.

## Unionen i Utrecht og De forenede Nederlande
De sydlige nederlandske provinser var overvejende katolske og støttede ikke oprøret i nord. I januar 1579 undertegnede de derfor Unionen i Atrecht, hvor de anerkendte den spanske konge og den nye guvernør, Hertugen af Parma. Samtidig blev det stadfæstet, at katolicismen var områdets rette tro. 
Som et svar på dette blev Unionen i Utrecht undertegnet to uger senere. Her blev Holland, Zeeland, Utrecht, Gelderland og Groningen forenede. To år senere gik også Bruxelles, Antwerpen og Gent ind i unionen. I 1581 blev det vedtaget, at unionen ikke længere ville anerkende den spanske konge som herre, og unionen blev omdannet til republikken De forenede Nederlande.

## Hertugen af Parma fortsætter krigen
Hertugen af Parma viste sig at være en dygtig kommandant, og han igangsatte en erobring af de byer i syd, som ikke ville underkaste sig Spanien. Han erobrede Maastricht i 1579, Tournai i 1581, Oudenaarde i 1582, Dunkerque i 1583 og Brugge og Gent i 1584. Den 17. august 1585 blev Antwerpen erobret efter en belejring på fjorten måneder. Derefter rykkede hertugen over Rhinen og Maas, og erobrede Zutphen og Deventer.
I 1585 blandede England sig i krigen og sendte en hær ledet af Jarlen af Leicester for at støtte oprørerne. Denne hær viste sig at være en let modstander for de erfarne spaniere, og englænderne fik ikke udrettet meget. Englands indtræden i krigen fik imidlertid Parma til at stoppe offensiven, da han i 1588 fik ordre om at gøre sig klar til en invasion af England.
I 1590 måtte den spanske hær i Flandern marchere sydover for at intervenere i Frankrig. Over 40.000 soldater blev overført til styrken, som deltog i Frankrig, hvilket gjorde, at nederlænderne fik muligheden for at igangsætte en offensiv.
Denne offensiv blev ledet af Maurits af Nassau, prins af Orange, og blev en stor succes. Breda blev generobret i et overraskelsesangreb i 1590, hvilket blev fulgt op af en større offensiv i Brabant. I løbet af offensivens første år faldt Deventer, Hulst og Nijmegen til oprørerne, og i 1592 generobrede Maurits store områder i nord og øst. I 1600 vandt Maurits en stor sejr i slaget ved Nieuwpoort.
Maurits formåede imidlertid ikke at følge sejrene op, og en spansk hær under ledelse af Ambrogio Spinola erobrede Oostende i 1604 efter en lang belejring. Spinola marcherede så nordover ind i De forenede provinser, men en ny spansk konkurs i 1607 gjorde, at offensiven måtte afbrydes. 
I 1609 blev en våbenhvileaftale undertegnet. Denne skulle vise sig at vare i tolv år. Afbrydelsen i krigen blev brugt af nederlænderne til at opbygge deres flåde.

## Krigens slutfase
Efter Maurits' død i 1625 blev krigen fortsat af broderen Frederik Hendrik af Oranien. Tre år før havde Spinola og spanierne atter erobret Breda, men under Frederik Hendrik vendte krigslykken sig til oprørernes fordel. I 1629 erobrede oprørerne byen 's-Hertogenbosch, den største by i Noord-Brabant. I 1632 erobrede de Venlo, Roermond og Maastricht. 
De følgende år forsøgte Frederik Hendrik at erobre byer længere sydpå, men han mislykkedes med at erobre Antwerpen og Bruxelles. Han mødte også modstand hos lokalbefolkningen, som tydeligvis var større modstandere af deres kalvinistiske landsmænd end af deres spanske herrer.
I løbet af de næste år var der relativt rolig, da det efterhånden var blevet klart, at spanierne ikke kunne generobre de nordlige provinser, samtidig som De forenede provinser ikke kunne erobre de sydlige Nederlande. Et sidste større spansk forsøg på at knuse oprøret kom i 1639, da admiral Antonio de Oquendo og en armada med 20.000 mand blev sendt mod Flandern. Denne armada blev knust af admiral Maarten Harpertszoon Tromp i slaget ved Duins, hvilket markerede den endegyldige afslutning på Spanien som Europas dominerende sømilitære magt.

## Efterspil
I forbindelse med den freden i Westfalen og hermed afslutningen på Trediveårskrigen i 1648, blev de Forenede Nederlande anerkendt af Spanien.